# Пеньковка (Шаргородский район)
Пенько́вка (укр. Пеньківка, пол. Pieńkówka) — село на Украине, находится в Мурафской сельской общине Жмеринского района Винницкой области.
Код КОАТУУ — 0525386001. Население по переписи 2016 года составляет 2523 человека. Почтовый индекс — 23521. Телефонный код — 4332.
Занимает площадь 1,955 км².

## Адрес местного совета
23521, Винницкая область, Шаргородский р-н, с. Пеньковка, ул. Октябрьская, 7